# Antheia

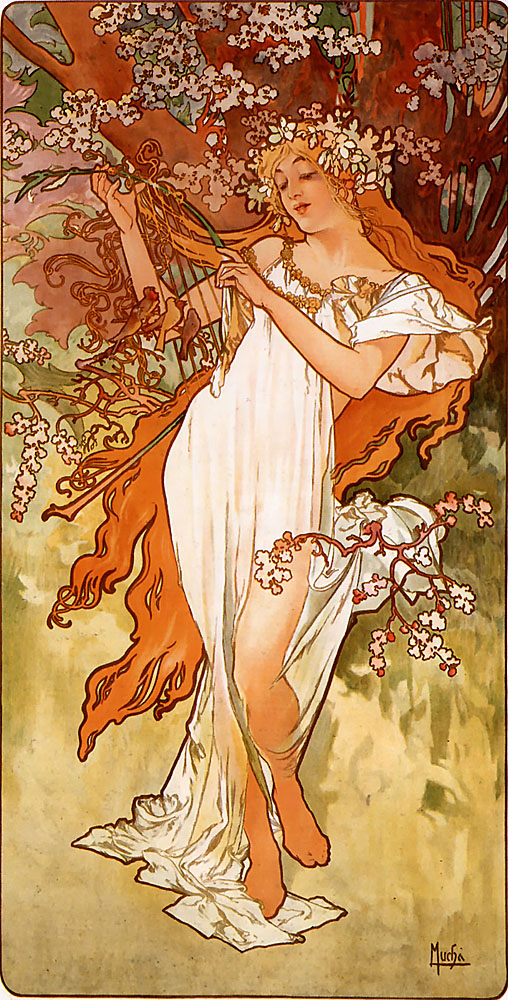
"Spring", por Alfons Mucha.

Antheia, para os gregos, ou Anthea, para os romanos, é a deusa/ninfa da planície, da vegetação, das regiões pantanosas, dos jardins, das flores, da terra de brotamento, do amor humano e grinaldas floridas. Considera-se que seja uma das Graças, mas não há nenhuma citação onde seja descrita como filha de Zeus/Eurínome/Hera/Eunômia/Afrodite/Aegle/Hélio/Dionísio (pais das Cárites). Sendo assim, ela é uma das deusas dançarinas do Olimpo, mas não irmã das tais.
Antheia é derivado do grego "Anthos", que significa "A Flor". Também é conhecida como a Florência (Flo̱rentía), esse sendo seu principal epíteto.
Os dilemas de Antheia são vários, entre eles destacam-se: Amizade, promessa, confiança, honra, comunidade, amor e relacionamentos. Seus símbolos são os itens de ouro, a mirra e o mel, tendo o último herdado de sua mãe.
Como deusa do jardim e vegetação e filha de Despina com Zéfiro, foi adorada principalmente na primavera, onde donzelas coroadas com grinaldas de flores e cestas repletas de rosas moviam-se ao som de flautas para o templo da deusa. Em seu altar eram ofertados diferentes itens, sempre os mais perfumados e naturais. Seu centro de adoração se localizava na Ilha de Creta, mas inicialmente era, juntamento com as outras Cárites, cultuada na Beócia. O rio Cefisso (Cephissus), perto de Delfos, também era consagrado a ela.

## O Conto do Nascimento
Antheia aparentemente não tem seu parentesco descrito em nenhuma passagem de livros, nem mesmo poemas. É considerada uma Cárite, mas não se encaixa como filha em nenhuma das versões existentes sobre a origem das Graças. Não sendo possível que sua existência tenha sido vaga, ela será considerada então como filha de Clóris e Zéfiro, sendo assim uma ninfa ou deusa pouco conhecida.
Numa sugestão de seu nascimento (não oficial), ela teria surgido a partir dos poderes concebidos à Clóris pelo boréade Zéfiro. Tendo a deusa o domínio da primavera, seu primeiro feito foi uma pequena e delicada flor, porém mais graciosa e perfumada que todas no jardim, a de mais capricho. Clóris, não contentada com seu único filho, Carpo, um homem, trabalhou no crescimento de tal flor dia após dia, noite após noite. Zéfiro, aborrecido com tamanha distração, soprou a pequena flor em direção ao Olimpo do mesmo modo que fez com Afrodite ao nascer. O que ele não sabia era que, tendo o amor maternal já existindo na flor, seu sopro deu-lhe vida, e então uma bela e carismática ninfa surgiu daquela flor. Afrodite, acompanhada de suas três fiéis Graças, não sabiam de onde ela tinha vindo, e ninguém conseguia dar uma explicação aceitável para o surgimento da moça. Decidiu-se então que seria intitulada como uma das Cárites, e não seriam feitas perguntas sobre de onde viera ou de quem era filha.

## Rituais
Quando se trata de rituais, o quesito primordial que deve ser levado em consideração é que, sendo a deusa das flores, Antheia tem uma ligação única com a natureza. Para conseguir algum contato com a deusa, deve-se estar em um local que remeta à natureza, como jardins, florestas, zoológicos (a divindade tem um grande apreço por animais). Incensos, cones, óleos, folhagens, estátuas, pinturas, entre outros, podem servir como adereço para chamar a atenção da deusa, garantindo maior resultado nas meditações.
Há algumas especificações que podem ser usadas para criar uma ligação mais estreita com a entidade. Ao reconhecer suas associações com a Terra e o Universo, poderás usar qualquer combinação dessas ferramentas para criar deleites, rituais e exercícios de ligação.
Especificações:
Dia da semana: Quarta-feira.
Mês: Abril.
Planeta: Urano.
Folhagem: Cerejeira e mirra.
Erva: Raiz de Jezebel.
Animal: Beija-flor.
Pedra preciosa: Aventurina.
Aroma(Perfume): Manga.
Cor: Rosa.
Alimento: Mel.

## História e Citações
Numa única e breve passagem, Antheia é representada numa pintura de vaso como uma jovem de cabelos cacheados e dourados que acompanhava a deusa Afrodite. Isso explicaria-se devido ao fato de ter sido Afrodite sua mãe de criação, e por isso a ninfa seria mais tarde considerada como a deusa do amor humano e dos relacionamentos.
Durante toda história seu nome é pouco citado, salvando-se apenas em um momento, onde Antheia é relativamente bem cultuada por artistas, servindo de inspiração para obras Renascentistas. Após esse período, sua Mnemósine foi perdida, restando apenas sua essência -fraca- de ninfa ou deusa pouco conhecida.
Sobre suas características como sendo uma das Graças:
"Geralmente é considerada parte do cortejo de Afrodite, como deusa das alegrias do amor; mas como dançarina também aparece no cortejo de Apolo, o deus músico. À Cárite se atribui influências benéficas sobre a atividade intelectual e as obras de arte, assim como às Musas. Também acompanha Atena, como protetora dos trabalhos femininos e da atividade intelectual e, por vezes, também Eros e Dioniso."